# Blue Prince
Blue Prince (укр. Блакитний принц) — пригодницька відеогра 2025 року з головоломками та елементами жанру roguelike, розроблена Dogubomb та випущена Raw Fury. Гру було випущено 10 квітня 2025 року для PlayStation 5, Windows і Xbox Series X/S

## Ігровий процес
Гравець виконує роль Саймона П. Джонса, якому за заповітом дістався маєток Маунт-Голлі, раніше належний його покійному двоюрідному дядькові — Герберту С. Сінклеру. Єдина умова спадкування — знайти приховану 46-ту кімнату у межах маєтку. Якщо Саймон не встигає знайти її за один день, архітектура будинку перебудовується вночі, і наступного дня пошуки доводиться починати з початку. Хоча основною метою гри є пошук 46-ї кімнати, у маєтку також можна розкрити інші таємниці, зокрема зникнення дитячої письменниці Маріон Маріґолд.
Маєток представлений як ґратка з 45 кімнат (дев’ять рядів по п’ять). Лише дві кімнати завжди залишаються на своїх місцях: це вхідна зала, де починається кожен день, та передпокій, що веде до 46-ї кімнати на протилежному боці карти. Відкриваючи двері в нову кімнату, гравець обирає один із трьох випадкових планів поверху, які можна розмістити поруч. Двері й стіни нової кімнати можуть не збігатися з уже відкритими приміщеннями — у такому разі двері блокуються. Деякі кімнати тупикові, але можуть містити нагороди.
При розміщенні кімнати гравець бачить її вміст: ключі (відкривають замкнені двері), самоцвіти (для купівлі планів кімнат), монети (для їжі й інструментів), а також самі інструменти, які дають доступ до певних ділянок. Частина кімнат містить головоломки, як локальні, так і ті, що потребують пошуків у кількох кімнатах. Кімнати також мають рівні складності: що далі від старту, то складніші загадки й більші нагороди.
Перехід між кімнатами коштує один «крок». Щодня гравець має 50 кроків, які можна поновити, споживаючи їжу чи відвідуючи спальні. Коли кроки вичерпані або далі рухатися неможливо, гравець покидає маєток і втрачає всі зібрані предмети. Існують способи зберегти деякі ресурси між днями, а також отримати постійні покращення: додаткові кроки, монети чи самоцвіти. Гравець зберігає знання про великі загадки будинку, і гра заохочує вести нотатки. Після першого успішного проходження в 46-ту кімнату відкриваються нові виклики та можливість зібрати трофеї за їхнє виконання.

## Сприйняття
| Агрегатор  | Оцінка                                 |
| ---------- | -------------------------------------- |
| Metacritic | (PC) 92/100 (PS5) 85/100 (XSXS) 90/100 |
| OpenCritic | 96% recommend                          |

| Видання        | Оцінка |
| -------------- | ------ |
| Destructoid    | 8.5/10 |
| Digital Trends | 4.5/5  |
| Edge           | 9/10   |
| Eurogamer      | 5/5    |
| Game Informer  | 9.5/10 |
| GameSpot       | 9/10   |
| GamesRadar+    | 4/5    |
| IGN            | 9/10   |
| PC Gamer (США) | 92/100 |
| PCGamesN       | 9/10   |
| Push Square    | 7/10   |
| RPGFan         | 90/100 |
| Shacknews      | 9/10   |
| The Guardian   | 5/5    |

Blue Prince отримала високу оцінку критиків: версії для ПК та Xbox Series X/S здобули статус «захопленої критики», тоді як версія для PlayStation 5 — «загалом схвальні відгуки», за даними агрегатора Metacritic. На момент релізу це була найбільш оцінена гра 2025 року за середніми балами Metacritic. За даними OpenCritic, 96% рецензентів рекомендували гру.
У п’ятизірковому огляді Eurogamer Крістіан Донлан високо оцінив поступове розкриття таємниць гри, зазначивши: «Це задоволення — знаходити приховані сторони речей, які, як ти думав, уже повністю зрозумів. Повернутись до чогось простого й усвідомити, що це зовсім не просто». Водночас Мадді Маєрс з Polygon вказала на серйозну проблему — відсутність підтримки для людей із дальтонізмом, через що деякі кольорові головоломки можуть бути непрохідними для частини гравців.